# Krating Daeng
Krating Daeng (em tailandês กระทิงแดง) é uma bebida energética originária da Tailândia de características adocicadas e descarbonatada desenvolvida pela T.C. Pharmaceuticals.

## Origem do Red Bull
O produto tailandês foi transformado numa marca global por Dietrich Mateschitz, empresário austríaco. Mateschitz era diretor de marketing internacional da Blendax e quando visitou a Tailândia, em 1982, descobriu que o Krating Daeng ajudara a curar sua fadiga de viagem (jet lag). Desde então ele trabalhou em conjunto com a T.C. Pharmaceuticals para adaptar a fórmula e sua composição para o gosto ocidental até lançar o energético Red Bull em 1987.